# Smyčcový nástroj

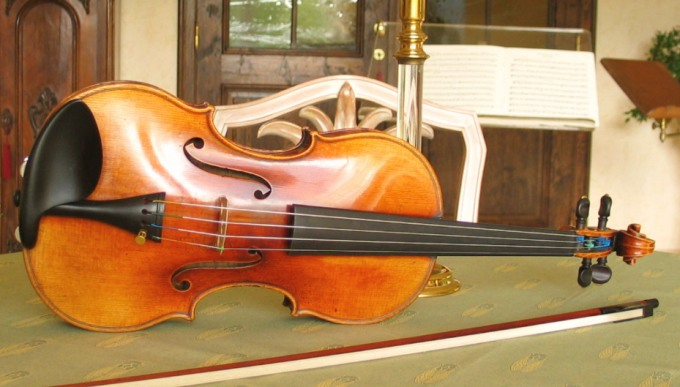
Housle

Smyčcové nástroje je označení strunných nástrojů (chordofonů), jejichž struny se rozechvívají pomocí smyčce.

## Historie
K raným smyčcovým nástrojům patří středověká fidula a rubeba (rebec, rebeka), nástupce arabského rabábu. Z těchto nástrojů se v průběhu následujících staletí vyvinuly moderní nástroje houslové a violové (gambové) rodiny (název odvozen od nástroje viola da gamba).
Hlubokou tradici mají smyčcové nástroje také v Asii - v Číně jsou oblíbené jedno- až dvoustrunné nástroje houslového typu, tzv. erhu, v Indii sarangi a sarinda se třemi nebo esradž se čtyřmi hlavními a velkým počtem přiznívacích strun, tradiční japonský smyčcový nástroj kokjú má struny tři.

## Typy nástrojů
V současnosti se v evropské hudbě nejvíce používají tyto smyčcové nástroje:
- Housle
- Viola
- Violoncello
- Kontrabas

Dále existuje nespočetné množství historických smyčcových nástrojů, na které se již prakticky nehraje: již zmíněná rubeba a fidula, dále viola da gamba, lira da gamba, viola da braccio, lira da braccio, pošety (štíhlé housle, které se vešly do kapsy kabátu), trumšajt, viola bastarda, viola di bordoni (baryton), viola d'amore, arpeggione a další.